# Tseng Li-cheng
Tseng Li-cheng (chinesisch 曾櫟騁, Pinyin Céng Lìchĕng; ehemals Tseng Pei-hua; * 26. Dezember 1986) ist eine taiwanische Taekwondoin. Sie startet in der Gewichtsklasse bis 57 Kilogramm.
Tseng Li-cheng trat bis zum Jahr 2011 unter dem Namen Tseng Pei-Hua an. Ihre ersten internationalen Titelkämpfe bestritt sie bei der Juniorenasienmeisterschaft 2001 in Hua Chang. In der Klasse bis 59 Kilogramm gewann sie Silber. Im folgenden Jahr feierte sie im Erwachsenenbereich ihren ersten internationalen Titel, in Amman wurde sie Asienmeisterin. Bei den Asienspielen in Busan gewann sie Silber. In Garmisch-Partenkirchen bestritt sie 2003 ihre erste Weltmeisterschaft, schied jedoch im Auftaktkampf aus. Erfolgreich verlief das Jahr 2006. Zunächst wurde Tseng Li-cheng in Bangkok erneut Asienmeisterin, später gewann sie mit Bronze auch eine Medaille bei den Asienspielen in Doha.
Ihren bislang sportlich größten Erfolg erkämpfte sie sich bei der Weltmeisterschaft 2009 in Kopenhagen. In der Klasse bis 57 Kilogramm erreichte sie das Halbfinale und gewann nach einer Niederlage gegen die spätere Weltmeisterin Hou Yuzhuo die Bronzemedaille. Zudem konnte Tseng Li-cheng im gleichen Jahr Bronze bei der Universiade erringen. Bei der Asienmeisterschaft 2010 wurde sie zum dritten Mal Asienmeisterin im Federgewicht. Mitte 2011 war Tseng Li-cheng beim internationalen Olympiaqualifikationsturnier in Baku in der Gewichtsklasse bis 57 Kilogramm siegreich. Sie schlug im Finale Hou Yuzhuo und qualifizierte sich souverän für die Olympischen Spiele 2012 in London.
Auch das Jahr 2012 begann erfolgreich, als sie in Ho-Chi-Minh-Stadt sie ihren vierten Titel bei Asienmeisterschaften gewann. Bei den Olympischen Spielen in London zog Li-cheng bis ins Halbfinale ein, den Kampf gegen die spätere Olympiasiegerin Jade Jones verlor sie mit 6 zu 10 Punkten. Im Kamp um Bronze stand ihr die Finnin Suvi Mikkonen gegenüber, diesen Kampf gewann sie mit 14 zu 2 Punkten.
Tseng Li-cheng studiert am Physical Education College in Taipeh. Trainiert wird sie von Lee Chia-jung.